# St. Vitus (Au in der Hallertau)
Koordinaten: 48° 33′ 28,5″ N, 11° 44′ 36,7″ O
Die römisch-katholische Pfarrkirche St. Vitus in der Kooperator-Schmidt-Straße 6 im Markt Au in der Hallertau im oberbayerischen Landkreis Freising wurde 1688/89 erbaut. Die ursprünglich barocke Kirche wurde in den Jahren 1903 bis 1906 unter der Leitung des Architekten Johann Baptist Schott erweitert und im barockisierenden Jugendstil umgestaltet und neu ausgestattet. Die Kirche ist dem Patrozinium des heiligen Vitus unterstellt, der als einer der Vierzehn Nothelfer verehrt wird. Die Kirche ist als Baudenkmal in die Bayerische Denkmalliste eingetragen.

## Geschichte
Die barocke Kirche wurde in den Jahren 1688/89 auf den Grundmauern eines spätgotischen Vorgängerbaus errichtet, von dem noch der Unterbau des Glockenturms erhalten ist. Der Baumeister dieses Saalbaus mit polygonalem Chor war Georg Hübler aus Murnau. 1903 wurde die Kirche durch Verlängerung des Chors um vier Meter nach Osten erweitert, der Turm wurde um sieben Meter aufgestockt und die Seitenkapellen wurden angebaut. In dieser Zeit wurde auch die Ausstattung der Kirche um  wertvolle Stücke ergänzt.

## Architektur

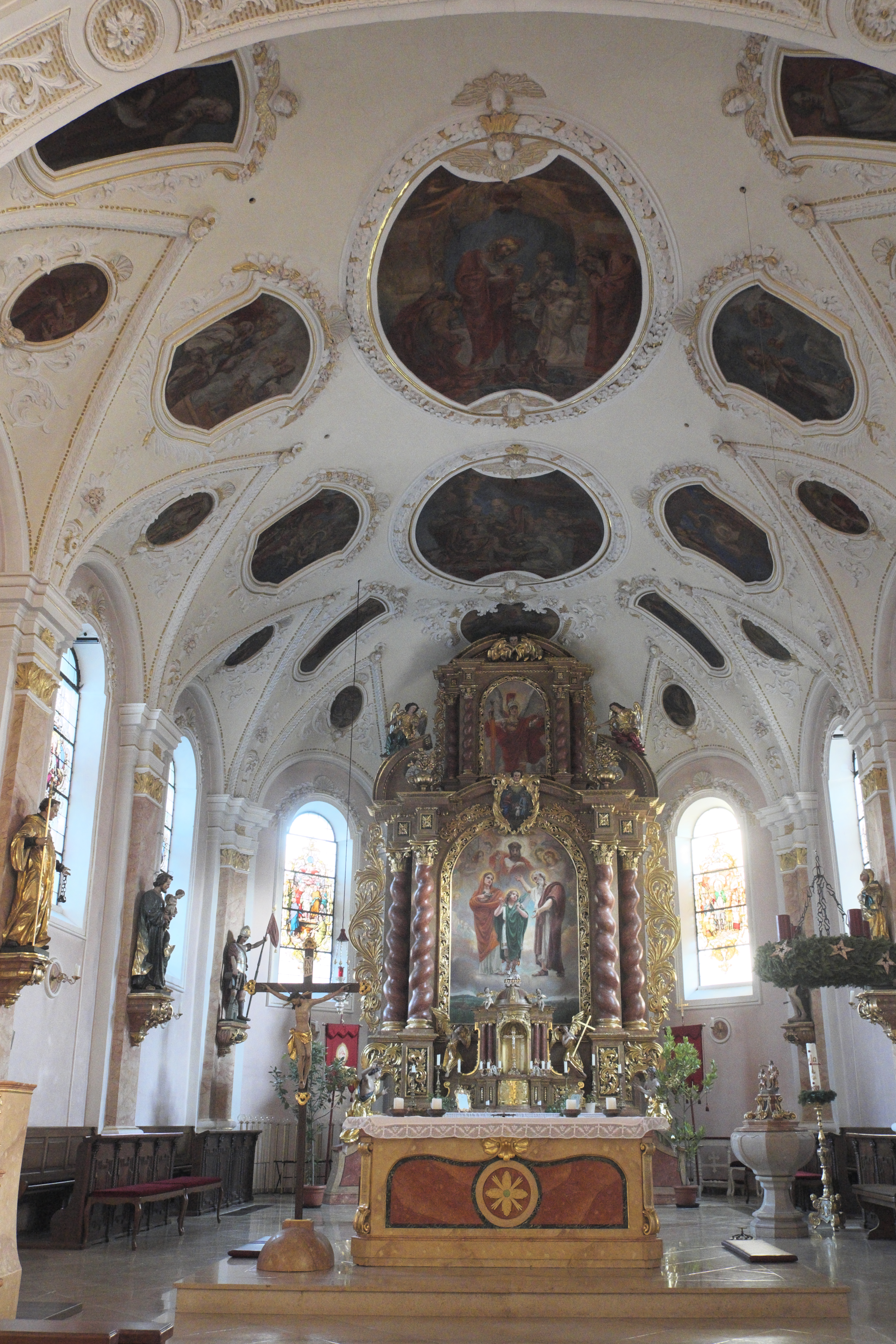
Innenraum, Blick zum Chor

Die Kirche ist ein barocker Saalbau mit eingezogenem, polygonalem Chor und angefügter Sakristei. Im südlichen Chorwinkel erhebt sich
der mit einer Zwiebelhaube gedeckte Glockenturm. An der Nord- und Südseite des Langhauses ist je eine querhausartige, halbrund geschlossene Seitenkapelle angefügt. Den Innenraum gliedern Pilaster, die mit korinthischen Kapitellen verziert sind und die auf Konsolen aus geflügelten Engelsbüsten aufliegen. Das Langhaus wird von einer Flachdecke und der Chor von einer Stichkappentonne gedeckt. Den westlichen Abschluss des Langhauses bildet eine auf Holzpfeilern aufliegende Doppelempore, auf der oberen Empore ist die Orgel eingebaut.
Die Decken des Chors und des Langhauses sind wie die Umrahmungen der Fenster mit feinem Stuck verziert, die Deckenbilder sind von Stuckrahmen umgeben. Der Stuckdekor im Langhaus wurde 1707 von Andreas Saxinger ausgeführt, nachdem das steinerne Gewölbe wegen Einsturzgefahr abgetragen werden musste. Der Stuck im Chor stammt von 1906 und enthält Reste der ursprünglichen Stuckierung. Am Chorbogen ist ein von einer Stuckkartusche gerahmtes Wappen der Freiherren von Frauenhofen angebracht.

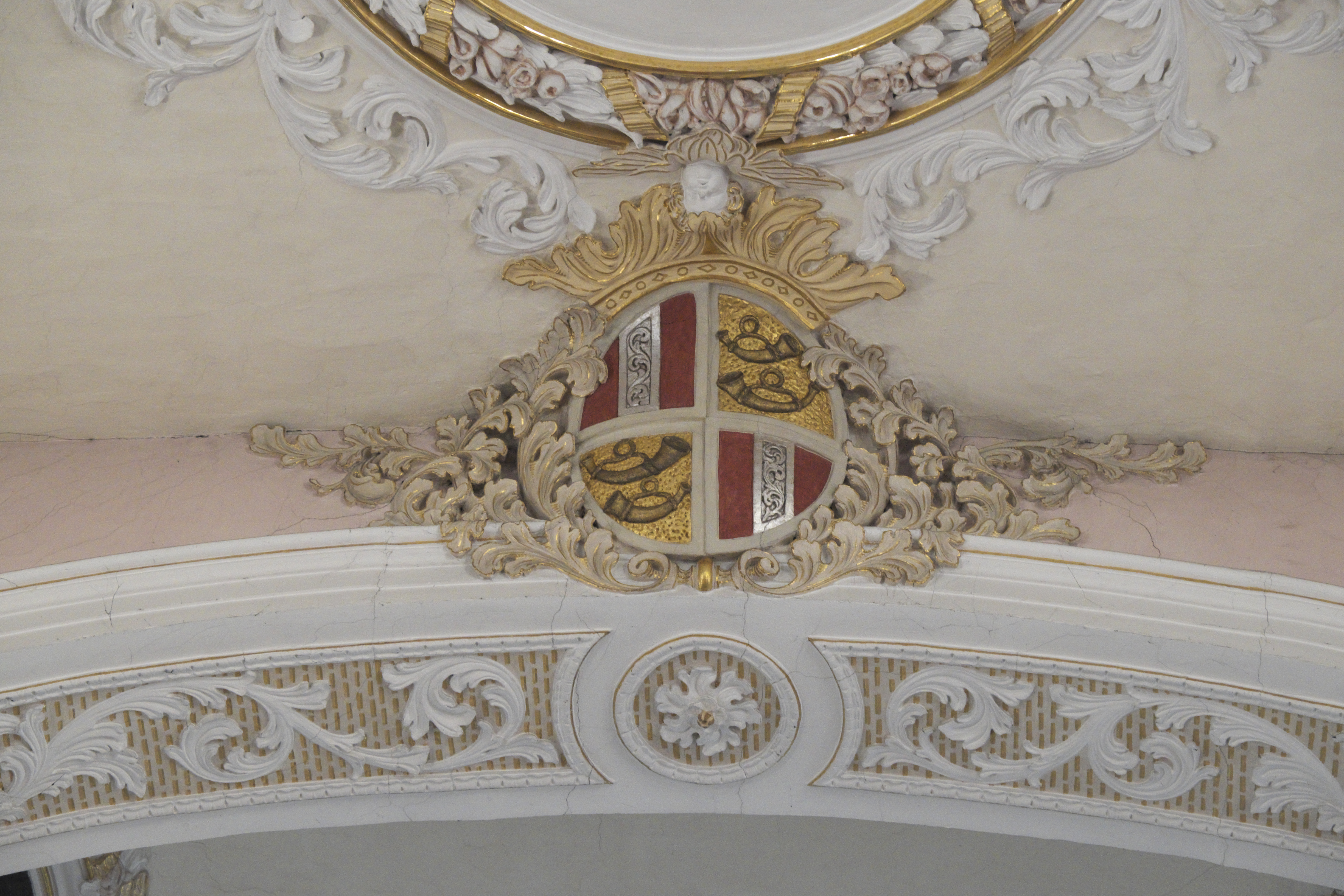
Wappen der Freiherren von Frauenhofen
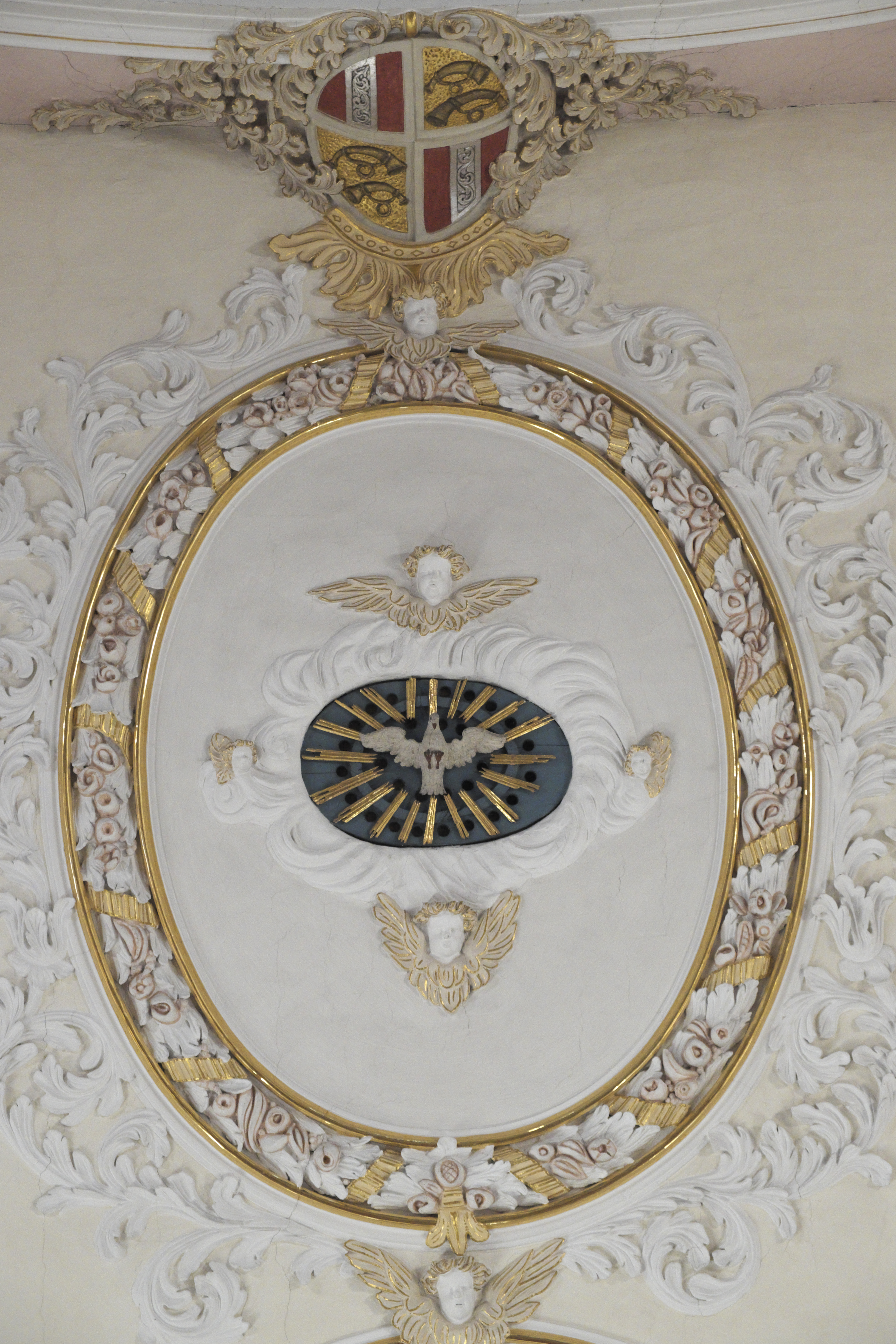
Wappen und Heiliggeistloch
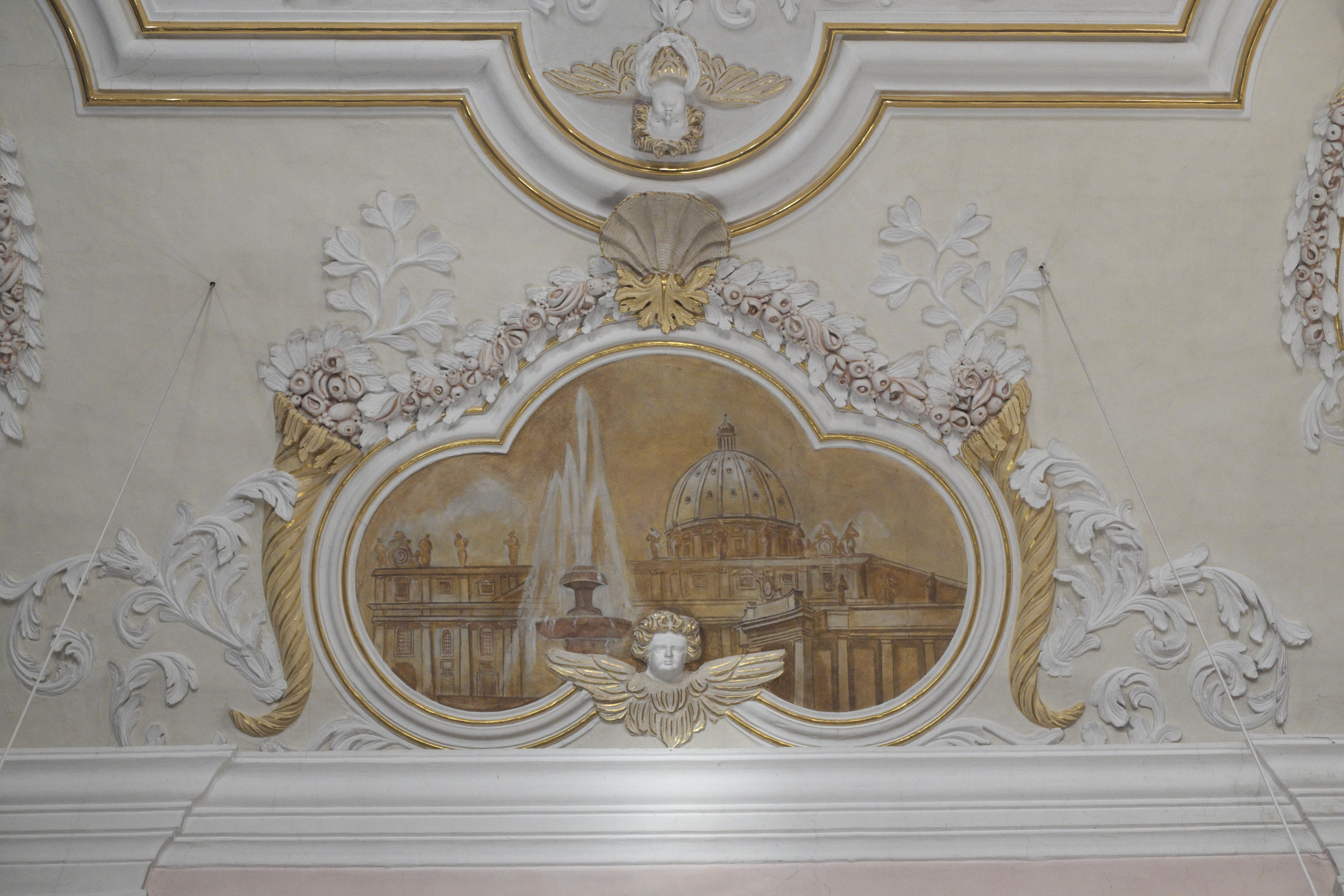
Stuckrahmen eines Deckenbildes
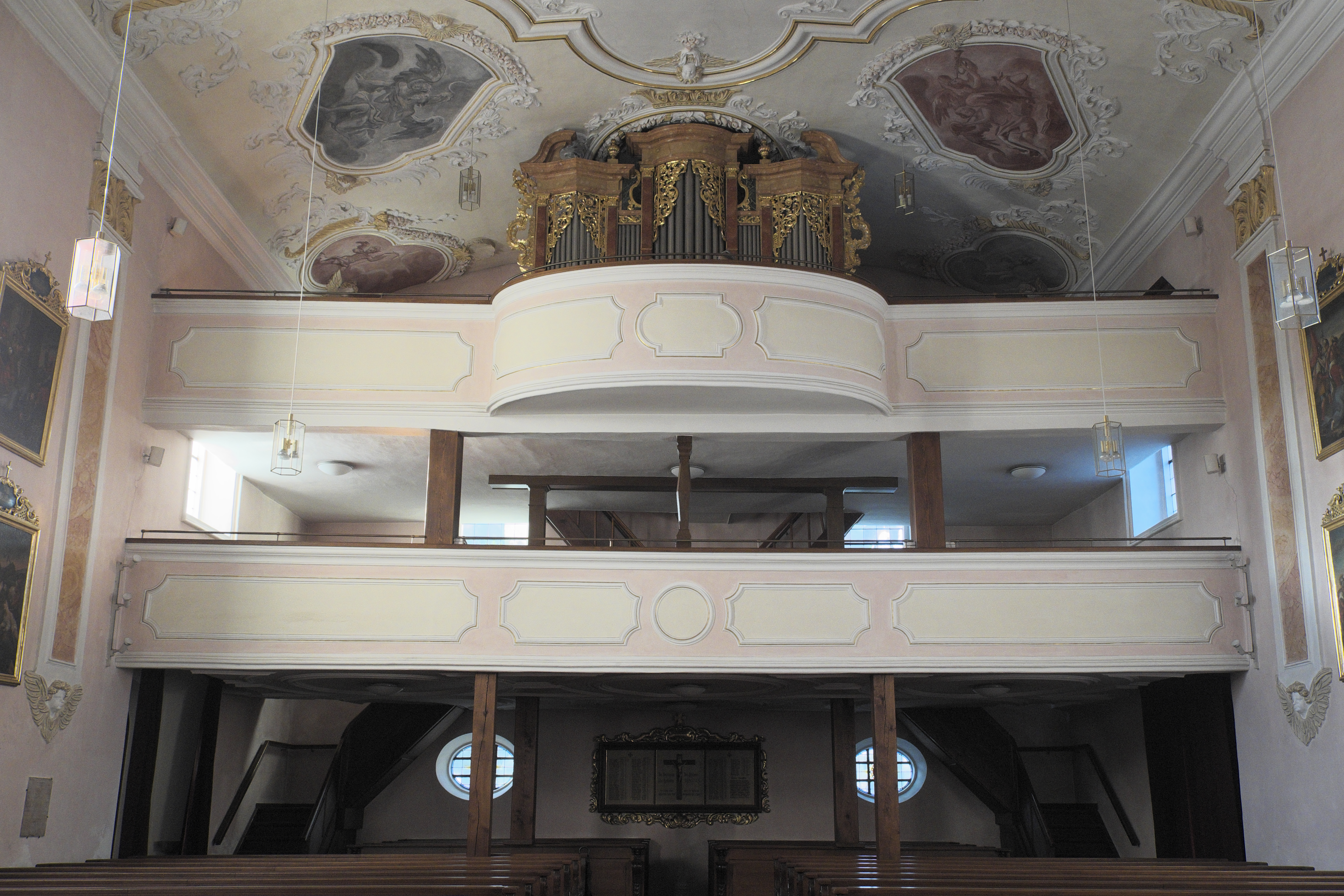
Doppelempore im Westen

## Ausstattung
- Das ursprüngliche Altarbild des 1689 aufgestellten Hochaltars mit der Darstellung des Martyriums des heiligen Vitus wurde im Jahr 1904 durch ein Gemälde von Franz Hofstötter[2] ersetzt, das den heiligen Vitus zusammen mit seinen Eltern, den Märtyrern Modestus und Creszentia, auf einer Wolke über der Hallertau schwebend zeigt.
- Am Kanzelkorb sind Jesus und die vier Evangelisten mit ihren Symbolen dargestellt.
- Die Kirche ist mit Bleiglasfenstern ausgestattet, von denen einige die Signatur „Glasmalerei Georg Boos München“ tragen.

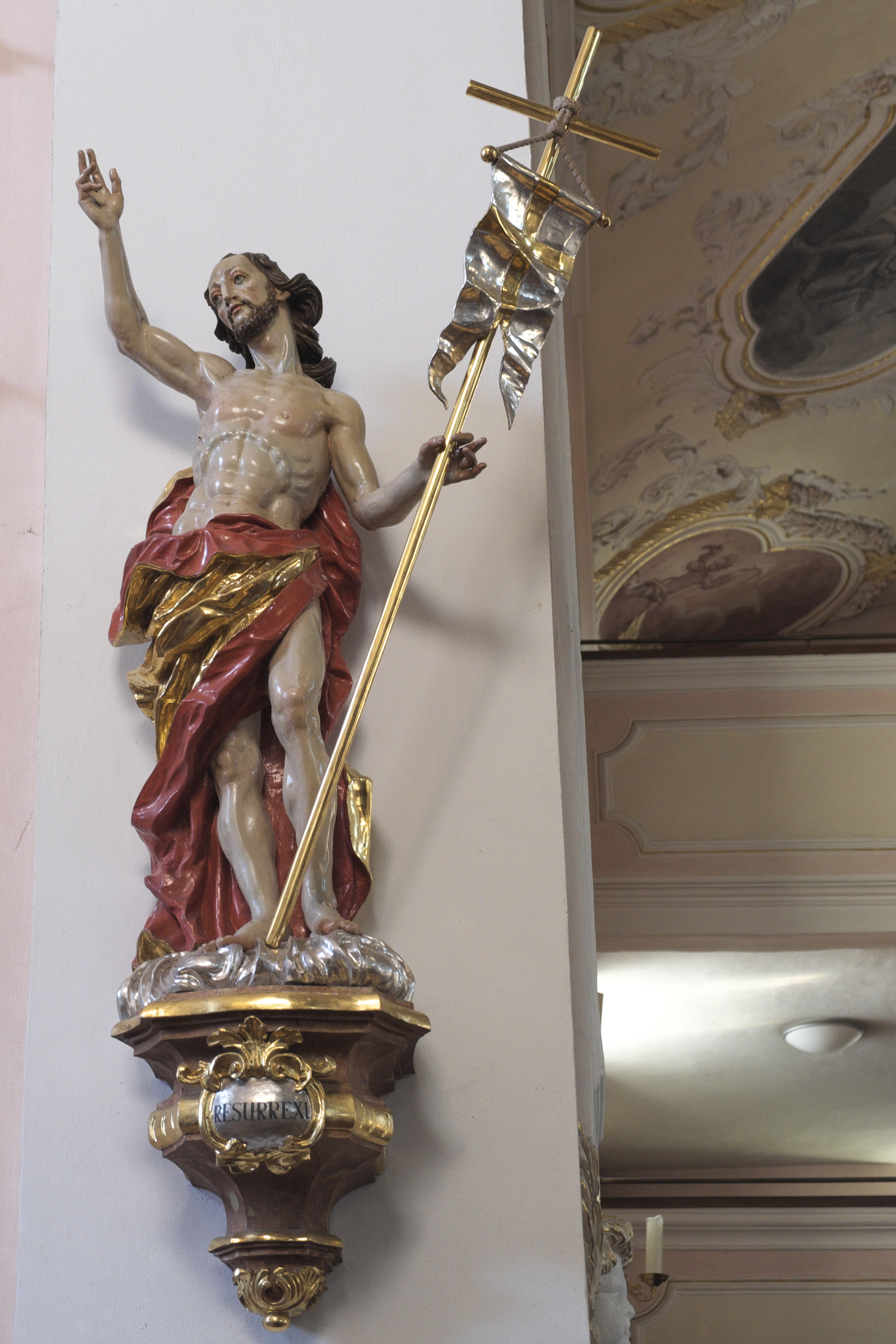
Auferstehungschristus
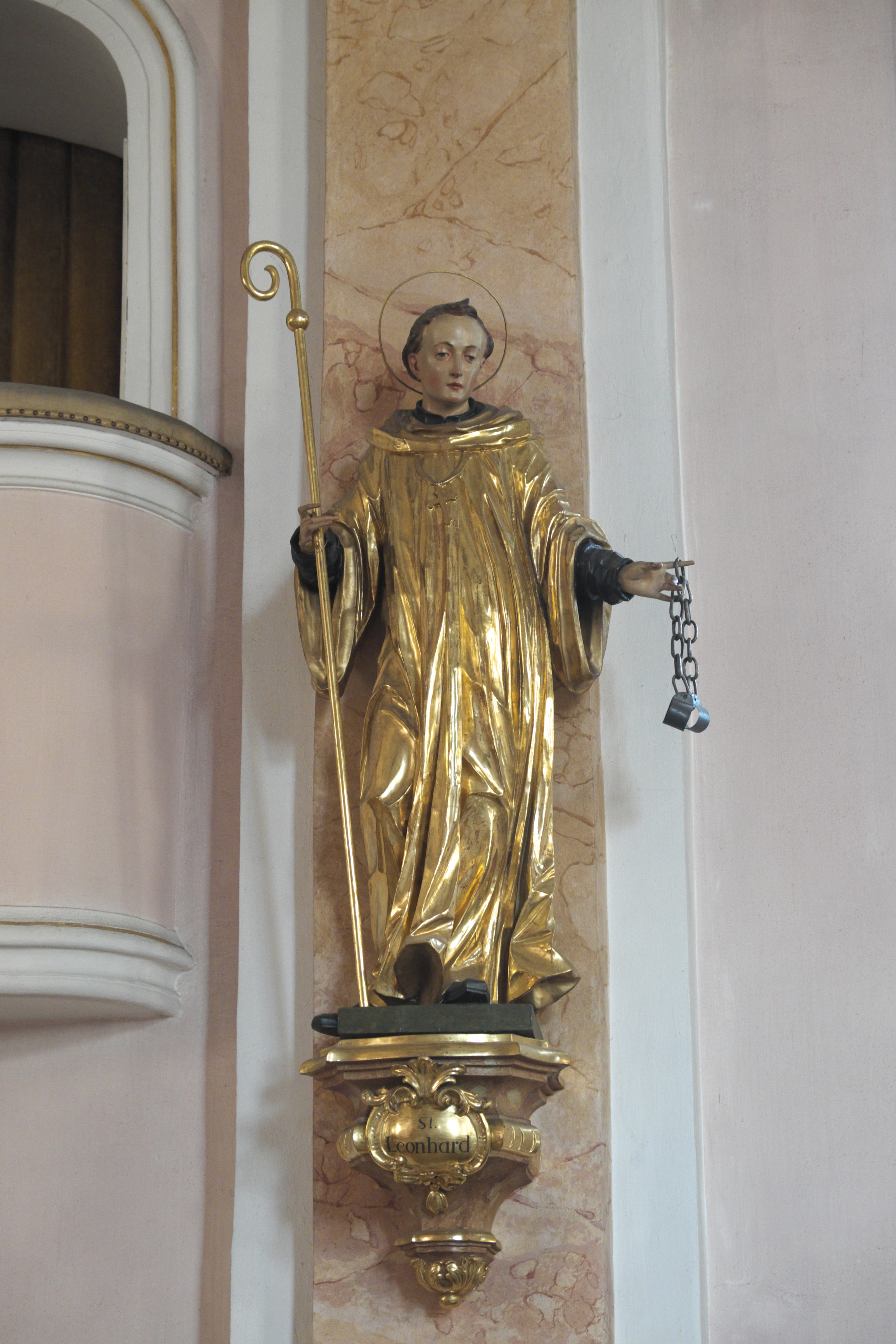
Heiliger Leonhard
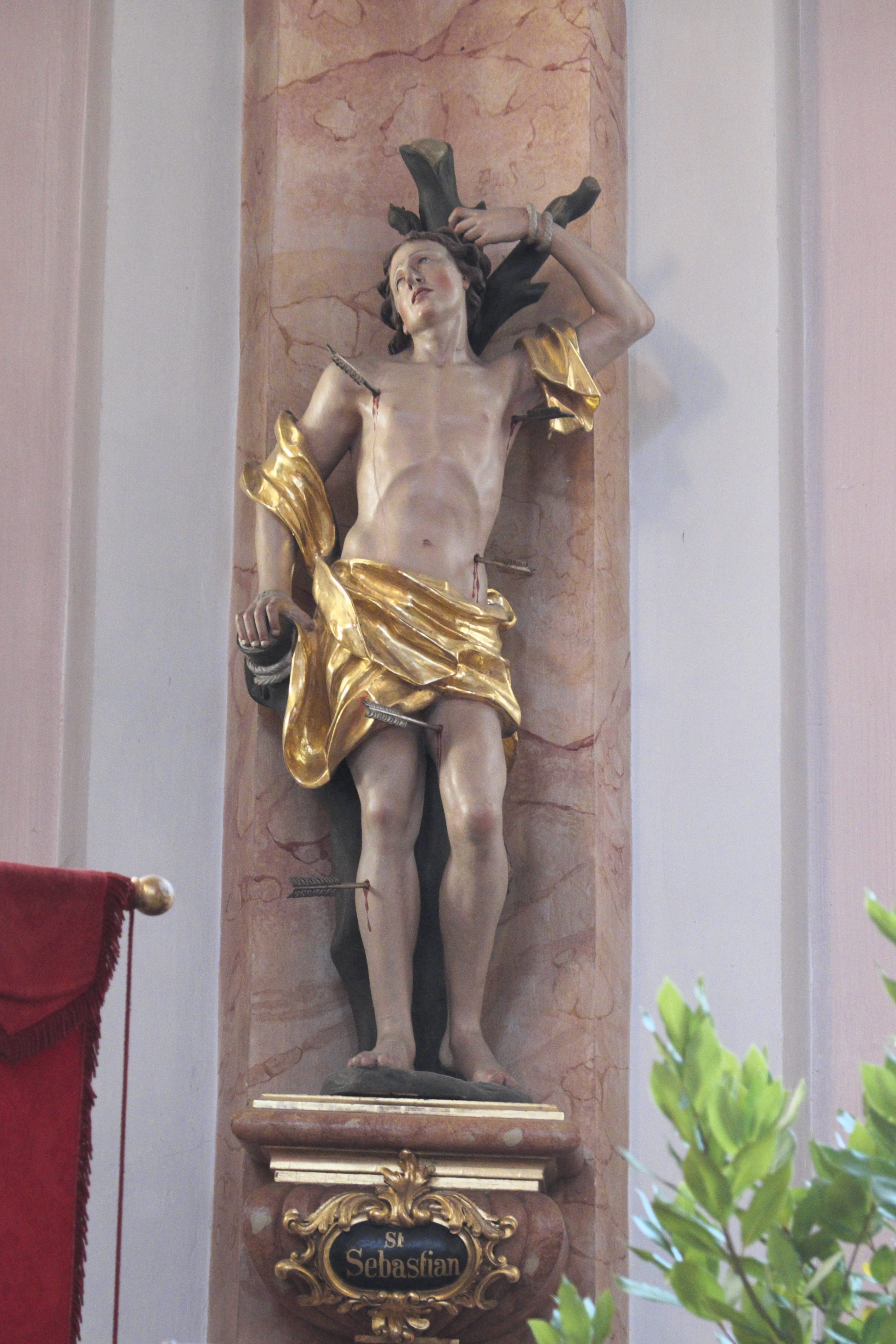
Heiliger Sebastian
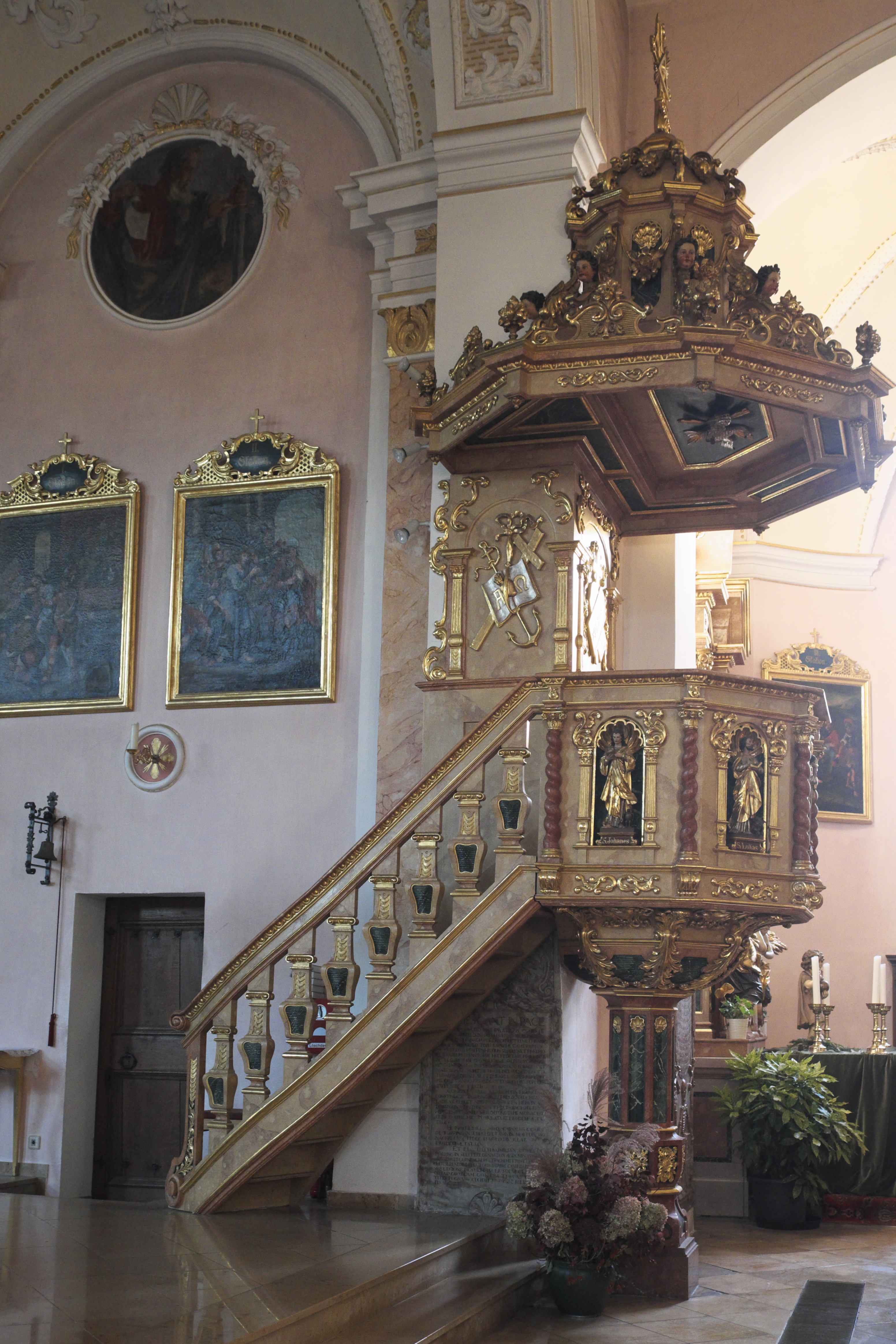
Kanzel
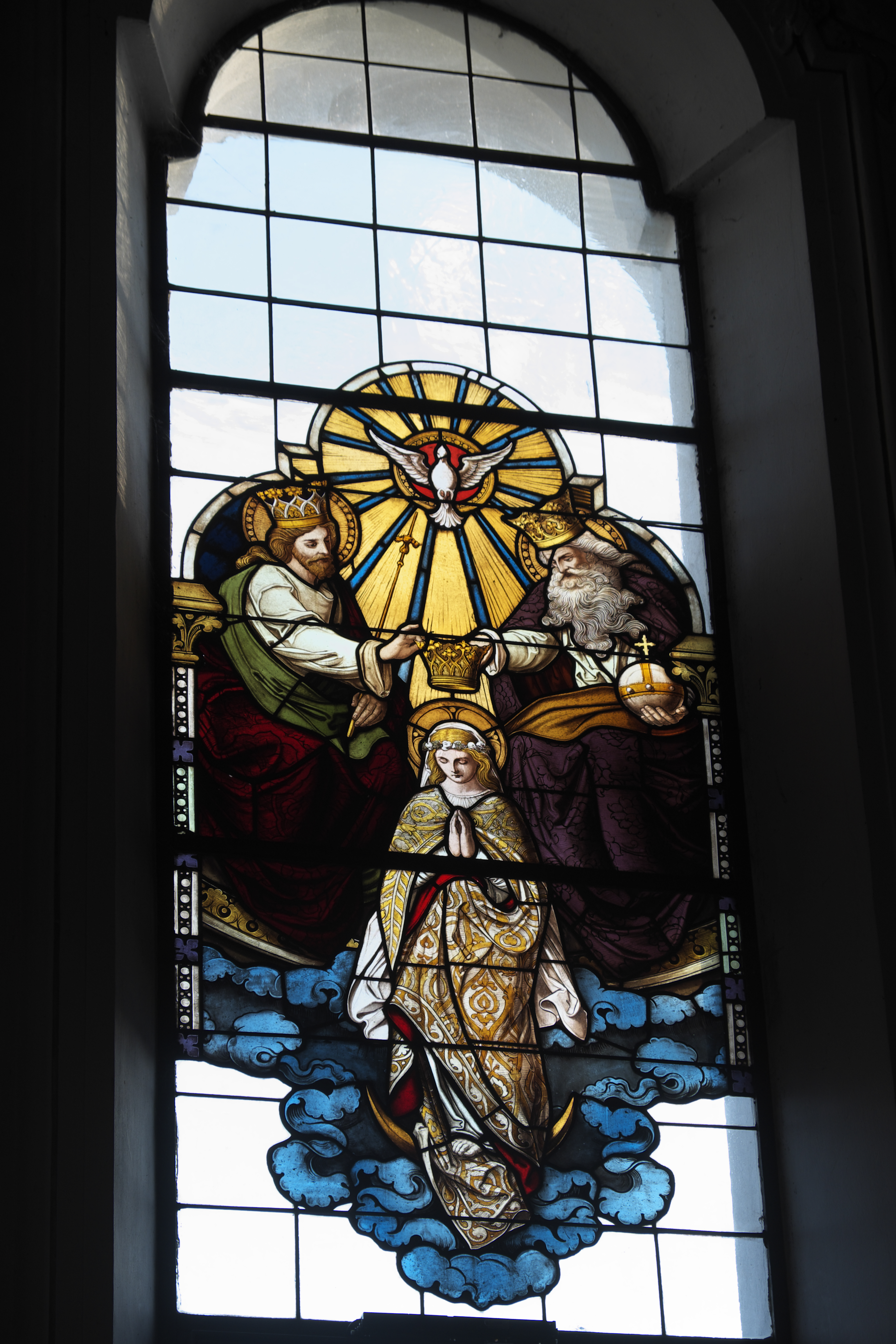
Bleiglasfenster, Marienkrönung

## Grabsteine und Epitaphien
In den Wänden sind zahlreiche Grabsteine und Epitaphien aus dem 16. bis 19. Jahrhundert eingelassen.

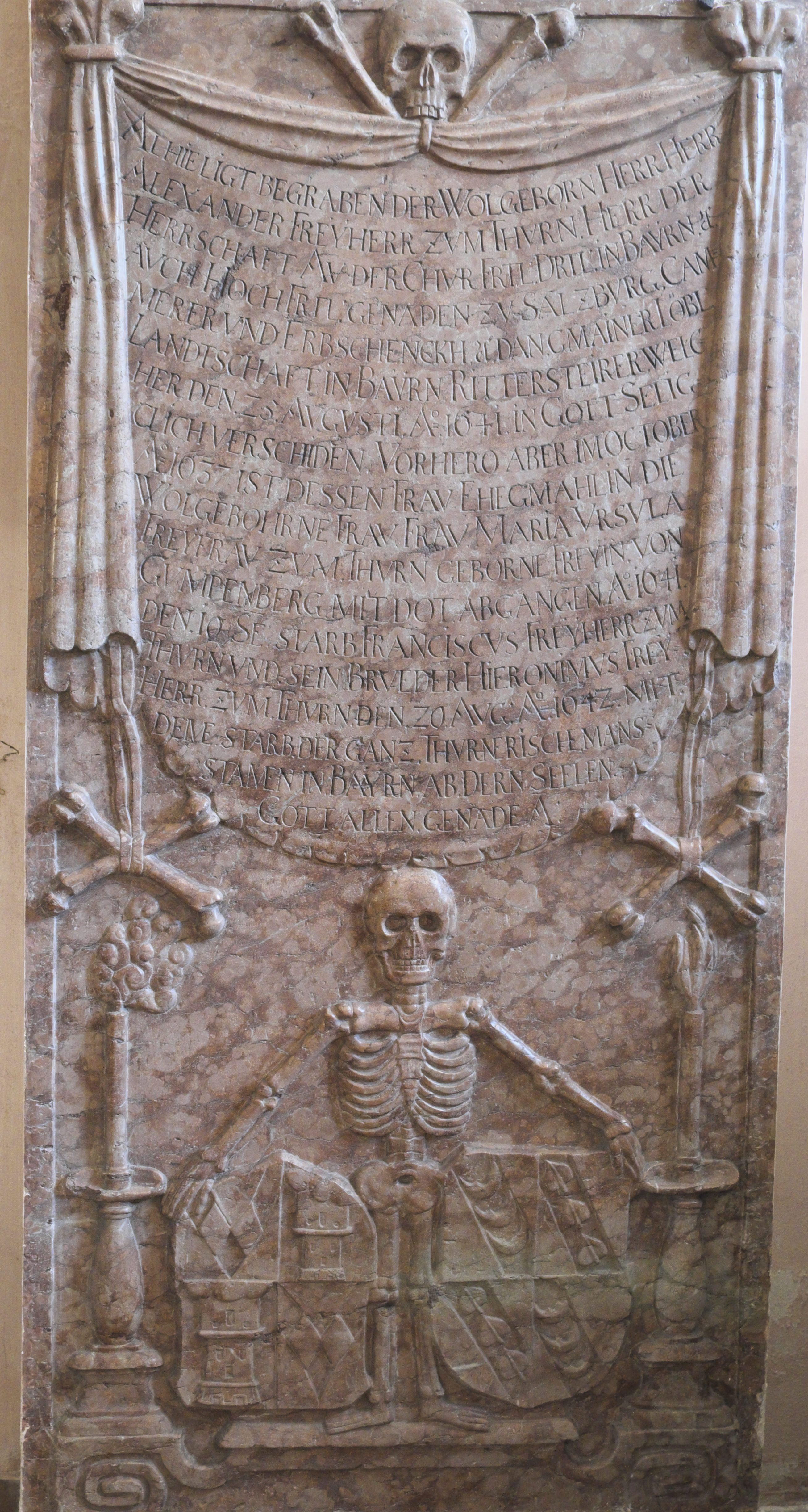
Grabstein für Alexander zum Thurn († 1641)
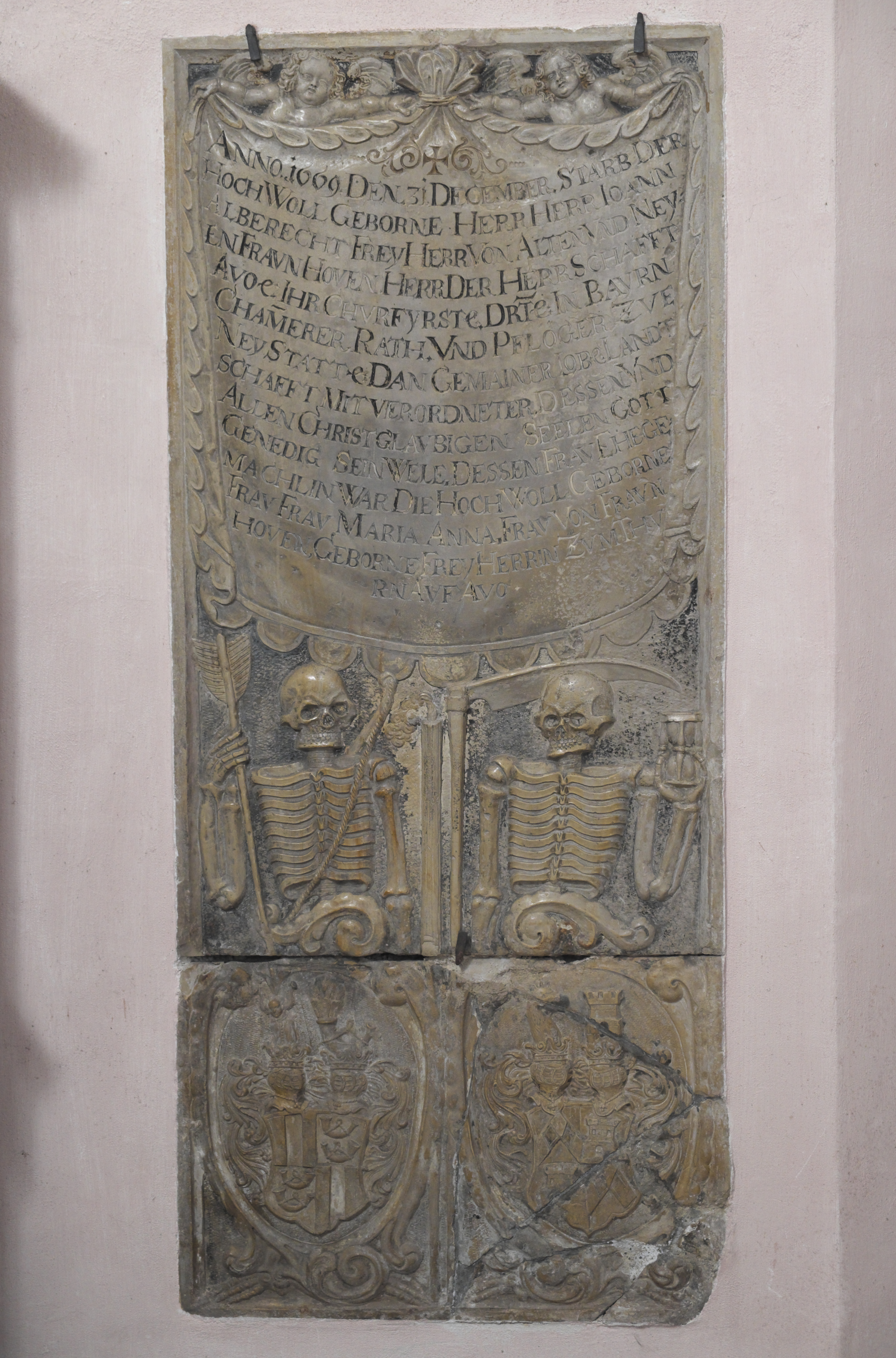
Grabstein für Albrecht von Alten- und Neufrauenhofen († 1669)
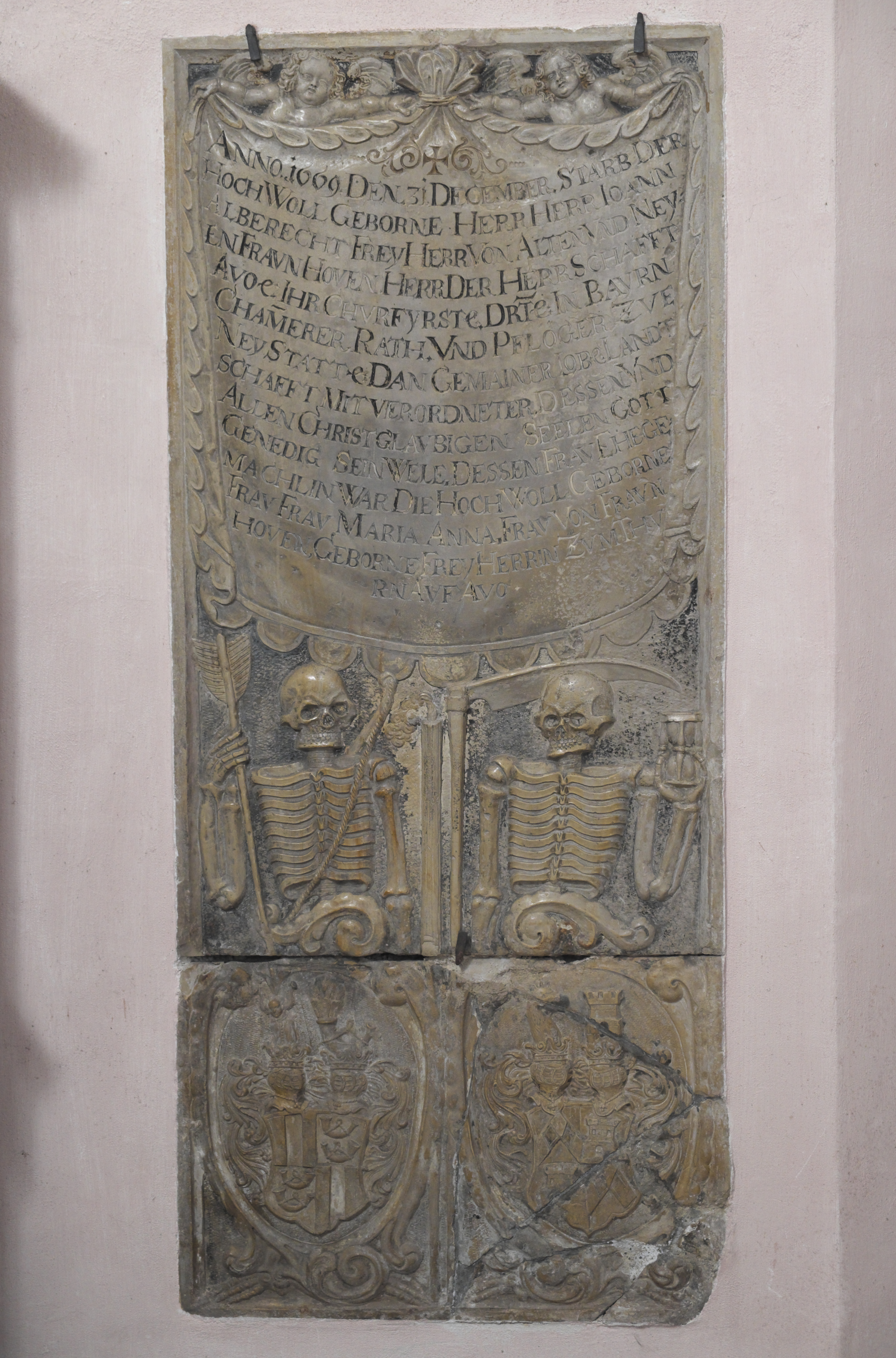
Grabstein für Philippine von Preising († 1801)
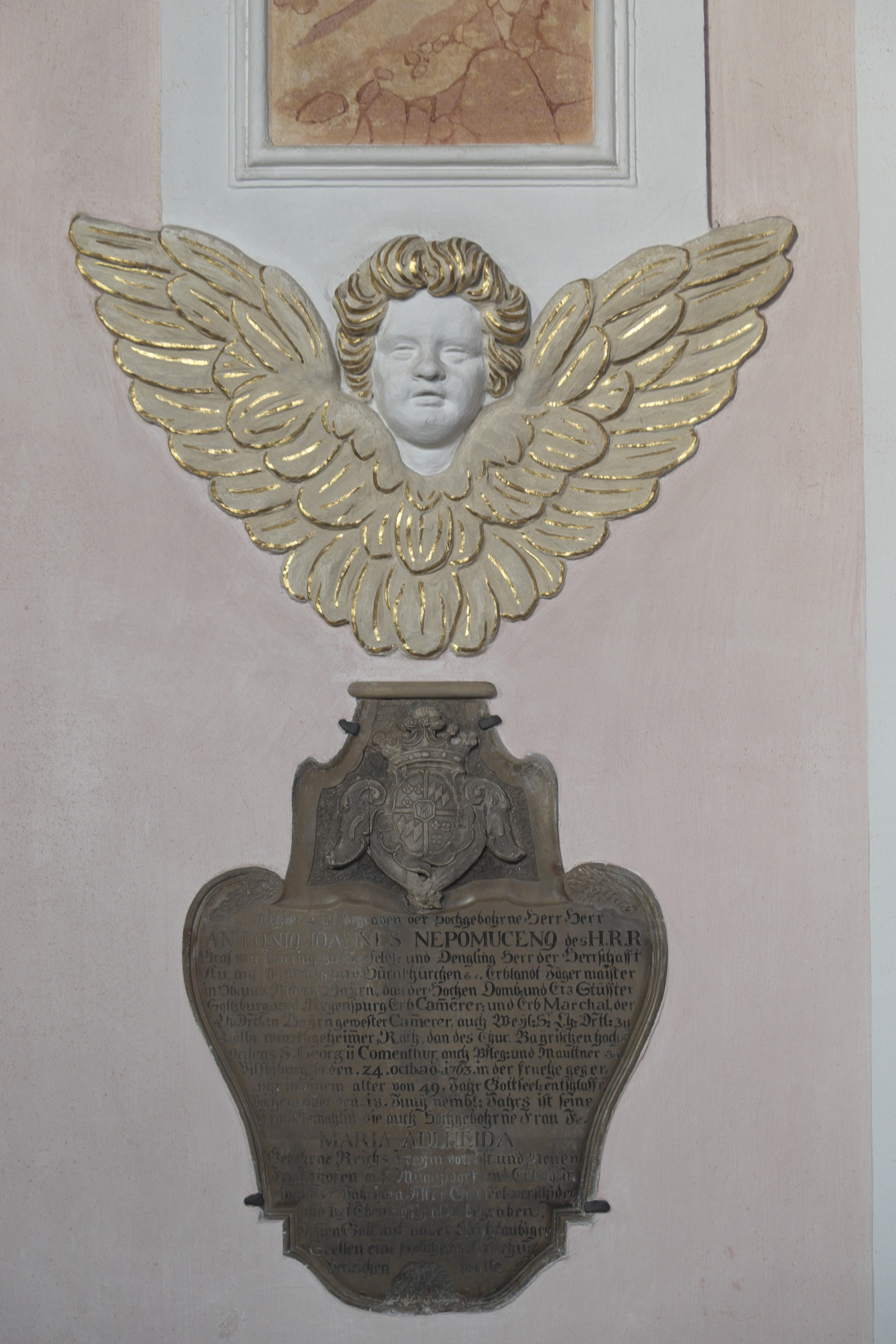
Engelskopf unter einem Pilaster, darunter Grabstein für Antonio Johannes Nepomuceno († 1763)